# Al tropico del cancro
Al tropico del cancro è un film del 1972, diretto da Giampaolo Lomi e Edoardo Mulargia.

## Trama
Un medico ha scoperto la formula di un potente allucinogeno: molte persone interessate a questa formula vengono eliminate. L'omicida, mentre sta fuggendo, uccide un uomo sparandogli e gli abitanti dell'isola lo bruciano vivo dentro la sua auto.